# Tischtennis-Europameisterschaft 1964
Die 4. Tischtennis-Europameisterschaft fand vom 22. bis 29. November 1964 in Malmö in der Baltiskahalle statt.
Europameister im Einzel wurden Kjell Johansson (Schweden) und Éva Földy (Ungarn). Den Mannschaftswettbewerb gewannen Schweden und England.
Am erfolgreichsten präsentierte sich Ungarn mit neun Medaillengewinnen. Eberhard Schöler erreichte im Einzel das Halbfinale ebenso wie das DDR-Paar Lothar Pleuse/Doris Kalweit im Mixed.

## Austragungsort und -termin
Im Vorfeld hatten Rumänien und England die Durchführung der EM abgesagt. Daraufhin bot sich Schweden als Veranstalter an unter der Bedingung, dass das Turnier erst im November – anstatt wie üblich im März / April – stattfindet. Dies erklärt den ungewöhnlich späten Termin. Diesem Wunsch wurde entsprochen. Schweden bestimmte dann als Spielort die Stadt Malmö mit der neu erbauten Baltiskahalle, welche 5.500 Zuschauer fasst.

## Neue Regelungen
Der ETTU-Vorstand beschloss im April 1964 folgende Änderungen gegenüber den vorhergehenden Europameisterschaften:
- Jedes Land durfte maximal sechs Spieler und vier Spielerinnen nominieren.
- Für die Mannschaftskämpfe wurde ein neuer Austragungsmodus eingeführt.
- Alle Schläger wurden vor Beginn der EM geprüft und gestempelt. Die Spieler durften dann nur derart gestempelte Schläger benutzen.

## Austragungsmodus Mannschaften
Insgesamt waren 22 Herren- und 20 Damenteams gemeldet. In der Vorrunde spielte in acht Dreiergruppen jede Mannschaft gegen jede. Die acht Sieger erreichten die Zwischenrunde, die in zwei Vierergruppen ausgetragen wurde. Die Sieger dieser beiden Gruppen gelangten ins Endspiel. Analog spielten die acht Zweiten der Vorrunde in zwei Gruppen um die Plätze 9 bis 16 sowie die acht Dritten der Vorrunde in zwei Gruppen um die Plätze 17 und schlechter.
Gespielt wurde bei den Herren mit Dreiermannschaften nach dem Swaythling-Cup-System, also ohne Doppel. Ein Damenteam bestand aus zwei Spielerinnen. Gespielt wurde nach dem Corbillon-Cup-System, also zuerst zwei Einzel, dann ein Doppel und danach wieder maximal zwei Einzel.
Endstand der Zwischenrunde
| Platz | Herren-Gruppe A | Herren-Gruppe B |
| ----- | --------------- | --------------- |
| 1.    | Schweden        | Jugoslawien     |
| 2.    | Rumänien        | CSR             |
| 3.    | Ungarn          | Deutschland     |
| 4.    | England         | UdSSR           |

| Platz | Damen-Gruppe A | Damen-Gruppe B |
| ----- | -------------- | -------------- |
| 1.    | England        | Ungarn         |
| 2.    | Rumänien       | CSR            |
| 3.    | UdSSR          | Deutschland    |
| 4.    | Polen          | DDR            |

Wegen Punktgleichheit in der Herrengruppe A war ein Stichkampf erforderlich, den Schweden gegen Rumänien mit 5:3 gewann.

## Abschneiden der Deutschen
Bei den Damen wurde zunächst Inge Harst nominiert. Diese verzichtete jedoch "aus familiären Gründen". Dafür rückte Ingrid Kriegelstein nach.
Der zunächst gemeldete DDR-Spieler Siegfried Lemke wurde intern gesperrt und konnte daher an der EM nicht teilnehmen. Auch die Sigrun Legler aus der DDR musste "aus familiären Gründen" pausieren.

### Herrenmannschaft Deutschland
Deutschland setzte sich in der Vorrunde gegen Belgien (5:0) und Dänemark (5:1) durch. In der Zwischenrunde B reichte es nur zu einem 5:3-Sieg gegen die UdSSR. Dagegen gingen die Spiele gegen die Tschechoslowakei (3:5) und Jugoslawien (4:5 nach 3:0-Führung) verloren.
Somit erreichte Deutschland Platz drei in dieser Gruppe und spielte gegen Ungarn, den Dritten der Gruppe A, um den fünften Platz in der Gesamtwertung. Dieser Kampf wurde mit 5:3 verloren. Schöler konnte nicht mitwirken, da er sich im Spiel gegen Jugoslawien eine Beinverletzung zugezogen hatte.
Die Bilanzen der Spieler bei den Mannschaftskämpfen:
| Spieler          | Bilanz |
| ---------------- | ------ |
| Eberhard Schöler | 9:4    |
| Erich Arndt      | 5:8    |
| Martin Ness      | 3:3    |
| Ernst Gomolla    | 8:4    |

### Herrenmannschaft DDR
Das DDR-Team erreichte nach den Vorrundenspielen nicht die Zwischenrunde.

### Damenmannschaft Deutschland
Bei den deutschen Damen überraschte Heide Dauphin vor allem in den Doppelspielen positiv, dagegen befand sich Edit Buchholz in eine Formkrise. Die Mannschaft siegte in der Vorrunde sicher gegen Luxemburg (3:0) und Belgien (3:1). In der Zwischenrunde B verlor sie gegen die Tschechoslowakei (0:3) und Ungarn (0:3). Gegen die DDR gelang ein 3:1-Erfolg, wobei Agnes Simon Gabriele Geißler unterlag.
Somit erreichte Deutschland Platz drei in dieser Gruppe und spielte gegen die UdSSR, den Dritten der Gruppe A, um den fünften Platz in der Gesamtwertung. Dieser Kampf wurde mit 3:2 verloren.
Die Bilanzen der Spielerinnen bei den Mannschaftskämpfen:
| Spielerin           | Einzel | Doppel |
| ------------------- | ------ | ------ |
| Agnes Simon         | 4:4    | 1:1    |
| Edit Buchholz       | 2:2    | 2:2    |
| Heide Dauphin       | 1:0    | 2:2    |
| Ingrid Kriegelstein | 1:2    | 1:1    |

### Damenmannschaft DDR
Auch die DDR-Mannschaft erreichte die Zwischenrunde B, wo sie jedoch sieglos auf dem vierten und letzten Platz landete. Sie unterlag Ungarn und der CSR jeweils 3:0 sowie Deutschland mit 3:1. Gegen den Vierten der Parallelgruppe A, Polen, gewann sie das Spiel um den siebten Platz mit 3:0.

### Herreneinzel Deutschland
Eberhard Schöler holte Bronze. Er gewann gegen den Finnen Pentii Tuominen mit 3:0 und den Schweden Carl-Johan Bernhardt mit 3:1. Das folgende Spiel gegen Vladimír Miko (CSR) war hart umkämpft. Im fünften Satz setzte beim Stande von 11:12 die Wechselmethode (Zeitspiel) ein. Hier setzte sich Schölers besserer Angriff durch. Auch das Spiel gegen den Jugoslawen Istvan Korpa gewann Schöler erst im fünften Satz. Im Halbfinale verlor er gegen den späteren Europameister Kjell Johansson mit 2:3 (15:21, 21:7, 21:14, 13:21, 20:22).
Erich Arndt schied nach seinem Sieg über Gaston Krecke (Luxemburg) in der zweiten Runde gegen Vojislav Marković (Jugoslawien) aus. Danach nahm er an der Trostrunde teil in der er das Halbfinale erreichte. Eine Runde weiter kam Martin Ness, der gegen Odd Nielsen (Norwegen) und Christian Heyerdahl (Schweden). Danach verlor er gegen den Ungarn Zoltán Berczik. Auch Ernst Gomolla kam in die dritte Runde. Er setzte sich nach Freilos gegen Edvard Vecko (Jugoslawien) durch, nicht aber gegen Dorin Giurgiucă (Rumänien).

### Herreneinzel DDR
Bereits in der ersten Runde schied Wolfgang Stein (gegen Sándor Harangi, Ungarn) aus. Peter Fähnrich gewann gegen Norbert Van de Walle (Belgien) und verlor danach gegen Niels Ramberg (Dänemark). Ebenso weit brachte es Lothar Pleuse, der sich gegen Tapio Penttilä (Finnland) durchsetzte, dann aber am späteren Europameister Kjell Johansson scheiterte. Bis ins Achtelfinale kam Bernd Pornack. Er schaltete Lennart Oden (Schweden), Dennis Samuel (Wales) und Gegam Vardanian (UdSSR) aus. Jaroslav Staněk (CSR) bedeutete für ihn Endstation.

### Herrendoppel Deutschland
Schöler/Gomolla warfen auf dem Weg ins Viertelfinale Jaroslav Kunz/Štefan Kollárovits (CSR), Janusz Kusinski/Zbigniew Calinski (Polen) und Brian Wright/Denis Neale (England) aus dem Rennen. Zoltán Berczik/Péter Rózsás (Ungarn) waren dann zu stark.
Arndt/Ness kamen nach Freilos und Sieg über Fernand Boden/Valentin Langehegermann (Luxemburg) ins Achtelfinale, wo sie von Symonds/Zigmund Kalnin (England/UdSSR) gestoppt wurden.

### Herrendoppel DDR
Fähnrich/Pornack scheiterten nach Siegen über Knut Havag/Tore Sehl (Norwegen) und Reti/Marius Bodea (Rumänien) im Achtelfinale an den Russen Konstantin Dmitov/Gegam Vardanian. Pleuse/Stein unterlagen nach Freilos den Rumänen Dorin Giurgiucă/Radu Negulescu.

### Dameneinzel Deutschland
Agnes Simon schied erst im Viertelfinale gegen Soja Rudnowa (UdSSR) aus. Zuvor hatte sie Michèle Boiteux (Frankreich), Marta Lužová (CSR) und Angela Papp (Ungarn) aus dem Rennen geworfen.
Ingrid Kriegelstein erreichte nach Siegen über Liisa Järvenpää (Finnland) und Cirila Pirc (Jugoslawien) das Achtelfinale, wo sie der Ungarin Erzsébet Jurik unterlag. Edit Buchholz litt weiterhin unter ihrer Formschwäche. Zwar gewann sie gegen Irena Bosá (CSR), verlor dann aber gegen Doris Kalweit (DDR). Auch Heide Dauphin kam nur eine Runde weiter, indem sie sich gegen Ruzica Anic (Jugoslawien) durchsetzte, nicht aber gegen Sárolta Lukacs (Ungarn).

### Dameneinzel DDR
Zwei Damen kamen ins Achtelfinale, Doris Kalweit nach Siegen über Monique Jaquet (Schweiz) und Edit Buchholz und der Niederlage gegen Signe Paisjärv (UdSSR) sowie Ingrid Lemke nach Siegen über Nikander (Finnland) und Lena Rundström (Schweden) und der Niederlage gegen Swetlana Grinberg (UdSSR). Gabriele Geißler setzte sich gegen Nicole Reinert (Luxemburg) durch und wurde dann von Mary Shannon (England) besiegt. Elke Richter schied bereits in der ersten Runde gegen Dzidra Lukina (UdSSR) aus.

### Damendoppel Deutschland
Simon/Kriegelstein schieden sofort gegen Erzsébet Jurik/Éva Földy (Ungarn) aus. Buchholz/Dauphin kamen gegen Karlikova/Eleonora Vlaicov (CSR/Rumänien) eine Runde weiter, nicht aber gegen Sárolta Lukacs/Angela Papp (Ungarn).

### Damendoppel DDR
Lemke/Geißler konnten sich zunächst gegen Niemen/Tuula Jaskari (Finnland) durchsetzen. Die späteren Europameister Mary Shannon/Diane Rowe (England) waren jedoch zu stark. Kalweit/Richter gewannen gegen Berit Ommedal/Knutsen (Norwegen) und unterlagen dann den späteren Finalisten Maria Alexandru/Ella Constantinescu (Rumänien).

### Mixed Deutschland
Für die westdeutschen gemischten Doppel war spätestens im Achtelfinale Schluss:
- Ness/Dauphin: Sieg gegen Christian Heyerdahl/T. Larsson (Schweden), Jaroslav Staněk/Irena Bosá (CSR), Niederlage gegen Péter Rózsás/Sárolta Lukacs (Ungarn)
- Schöler/Simon: Sieg gegen Istvan Korpa/Nina Lucic (Jugoslawien), Bronislaw Gowin/Czeslawa Noworyta, Niederlage gegen Chester Barnes/Diane Rowe (England)
- Gomolla/Buchholz: Sieg gegen Pornack/Richter (DDR), Niederlage gegen Anatoli Amelin/Soja Rudnowa (UdSSR)
- Arndt/Kriegelstein: Niederlage gegen Dmitrij Novikov/Swetlana Grinberg (UdSSR)

### Mixed DDR
Bis ins Halbfinale schafften es Pleuse/Kalweit: Sieg gegen Graham Gear/Sandra Morgan (Wales), Zigmund Kalinin/Dzidra Lukina (UdSSR), Dorin Giurgiucă/Ella Constantinescu (Rumänien), Chester Barnes/Diane Rowe (England), Niederlage gegen Vladimír Miko/Marta Lužová (CSR).
- Stein/Geißler: Sieg gegen Paul Evrard/Martine Le Bras (Frankreich), Niederlage gegen Brian Wright/Mary Shannon (England)
- Pornack/Richter: Niederlage gegen Gomolla/Buchholz
- Fähnrich/Lemke: Niederlage gegen Marius Bodea/Eleonora Vlaicov (Rumänien)

## ETTU-Kongress
Der parallel stattfindende Kongress des europäischen Tischtennisverbandes ETTU befasste sich mit folgenden Themen:
- Josef Vandurek (CSR), seit 1960 Präsident, kandidierte nicht mehr. Als Nachfolger wurde einstimmig der Deutsche Jupp Schlaf gewählt. Vizepräsident wurde Vaclav Vebr (CSR).
- Es gab erste Überlegungen zur Gründung der Europaliga.
- Als Ausrichter der nächsten EM 1966 wurde England benannt. 1968 soll Frankreich Gastgeber sein.

## Sonstiges
- Zu einem politischen Missklang führte die das Schild der deutschen Nationalmannschaft beim Einmarsch wegen der Aufschrift „Väst-Tyksland“. Das Schild der DDR war mit „DDR“ beschriftet.
- England war ursprünglich als Gastgeber dieser Europameisterschaft vorgesehen. Da es die Einreise von Teilnehmern der Oststaaten nicht garantieren konnte, trat es als Veranstalter zurück.[5]
- Die bei der EM eingesetzten Tische des Herstellers Stiga waren härter als die in Deutschland gebräuchlichen Tische. Sie erlaubten ein schnelleres Spiel.
- Der vom englischen TT-Verband gesperrte Engländer Chester Barnes wurde vorzeitig entsperrt, damit er an der EM teilnehmen konnte.[6]
- Alex Ehrlich stellt einen neu entwickelten Trainingsroboter vor. Mit stark eingestelltem Spin haben selbst die Spitzenspieler Schwierigkeiten, den Ball zurückzuspielen.
- Weil Martin Ness nach dieser EM „das DTTB-eigene Sportdreß“ zu spät und nicht ordnungsgemäß zurückgab sowie wegen weiteren „nicht kameradschaftlichen Verhaltens“, wurde er nicht für die nächste WM 1965 nominiert.[7]
- Der ETTU-Kongress wählte Jupp Schlaf als Nachfolger von Josef Vandurek  zum Präsidenten.[8]

## Ergebnisse
| Wettbewerb        | Rang | Sieger                                                                                         |
| ----------------- | ---- | ---------------------------------------------------------------------------------------------- |
| Mannschaft Herren | 1.   | Schweden (Kjell Johansson, Hans Alsér, Lennart Oden, Christer Johansson, Carl-Johan Bernhardt) |
| Mannschaft Herren | 2.   | Jugoslawien (Vojislav Marković, Istvan Korpa, Edvard Vecko, Zeljko Hrbud)                      |
| Mannschaft Herren | 6.   | Deutschland (Eberhard Schöler, Erich Arndt, Martin Ness, Ernst Gomolla)                        |
| Mannschaft Herren | 9.   | DDR (Lothar Pleuse, Bernd Pornack, Wolfgang Stein, Peter Fähnrich)                             |
| Mannschaft Herren | 13.  | Österreich (Karl Wegrath, Josef Sedelmayer, Helmut Mörth)                                      |
| Mannschaft Herren | 18.  | Schweiz                                                                                        |
| Mannschaft Damen  | 1.   | England (Diane Rowe, Mary Shannon, Lesley Bell)                                                |
| Mannschaft Damen  | 2.   | Ungarn (Éva Földy, Erzsébet Jurik)                                                             |
| Mannschaft Damen  | 6.   | Deutschland (Agnes Simon, Edit Buchholz, Heide Dauphin, Ingrid Kriegelstein)                   |
| Mannschaft Damen  | 7.   | DDR (Gabriele Geißler, Ingrid Lemke, Doris Kalweit, Elke Richter)                              |
| Mannschaft Damen  | 15.  | Schweiz                                                                                        |
| Herren Einzel     | 1.   | Kjell Johansson (SWE)                                                                          |
| Herren Einzel     | 2.   | Zoltán Berczik (HUN)                                                                           |
| Herren Einzel     | 3.   | Eberhard Schöler (GER)                                                                         |
| Herren Einzel     | 3.   | Jaroslav Staněk (CSSR)                                                                         |
| Damen Einzel      | 1.   | Éva Földy (HUN)                                                                                |
| Damen Einzel      | 2.   | Erzsébet Jurik (HUN)                                                                           |
| Damen Einzel      | 3.   | Soja Rudnowa (URS)                                                                             |
| Damen Einzel      | 3.   | Swetlana Grinberg (URS)                                                                        |
| Herren Doppel     | 1.   | Jaroslav Staněk/Vladimír Miko (CSR)                                                            |
| Herren Doppel     | 2.   | Hans Alsér/Kjell Johansson (SWE)                                                               |
| Herren Doppel     | 3.   | Zoltán Berczik/Péter Rózsás (HUN)                                                              |
| Herren Doppel     | 3.   | János Faházi/László Pigniczki (HUN)                                                            |
| Damen Doppel      | 1.   | Mary Shannon/Diane Rowe (ENG)                                                                  |
| Damen Doppel      | 2.   | Maria Alexandru/Ella Constantinescu (ROM)                                                      |
| Damen Doppel      | 3.   | Sárolta Lukacs/Angela Papp (HUN)                                                               |
| Damen Doppel      | 3.   | Swetlana Grinberg/Dzidra Lukina (URS)                                                          |
| Mixed             | 1.   | Péter Rózsás/Sárolta Lukacs (HUN)                                                              |
| Mixed             | 2.   | Vladimír Miko/Marta Lužová (CSR)                                                               |
| Mixed             | 3.   | János Faházi/Erzsébet Jurik (HUN)                                                              |
| Mixed             | 3.   | Lothar Pleuse/Doris Kalweit (DDR)                                                              |